# Touna
Touna è un comune rurale del Mali facente parte del circondario di Bla, nella regione di Ségou.
Il comune è composto da 24 nuclei abitati:
- Bougoula
- Djina
- Dogolo
- Douna
- Fana
- Gouan
- Kola
- Koulasso
- Koumazana
- Koumouni
- N'Tokorola
- Nani

- Nèguèna
- Niano
- Niossira
- Sakarla
- Sambala Bamana
- Sambala Peuhl
- Sangoué
- Somassoni
- Tawa
- Tigama
- Touna
- Zanela